# Praestochrysis
Praestochrysis is een geslacht van vliesvleugelige insecten van de familie Goudwespen (Chrysididae).

## Soorten
- P. lusca (Fabricius, 1804)
- P. megerlei (Dahlbom, 1854)